# Championnats du monde d'Ironman 2015
Navigation
Édition précédente Édition suivante
Les championnats du monde d'Ironman 2015 se déroule le 10 octobre 2015 à Kailua-Kona dans l'État d'Hawaï. Ils sont organisés par la World Triathlon Corporation.

## Résumé de course
En remportant les championnats du monde d'Ironman Jan Frodeno et Daniela Ryf réalisent le doublé, après avoir remporté en août le titre sur Ironman 70.3.
Après la parade des nations et l'Ironkid, course destinée aux enfants, ce fut au tour des plus grands spécialistes de la distance mythique de s’affronter sur les rivages de Kona sur la Big Island d'Hawaï. Les élites et les amateurs hommes et femmes dans une même course ont eu à cœur de donner le maximum, dans ce qui reste la course de triathlon la plus connue du monde. Parmi les 2 000 qualifiés pour l'édition 2015, c'est une délégation française forte de plus de 100 triathlètes hommes et femmes, professionnels et amateurs qui ont pris le départ de la 37e édition de l'Ironman World Championship.

### Jan Frodeno répond présent

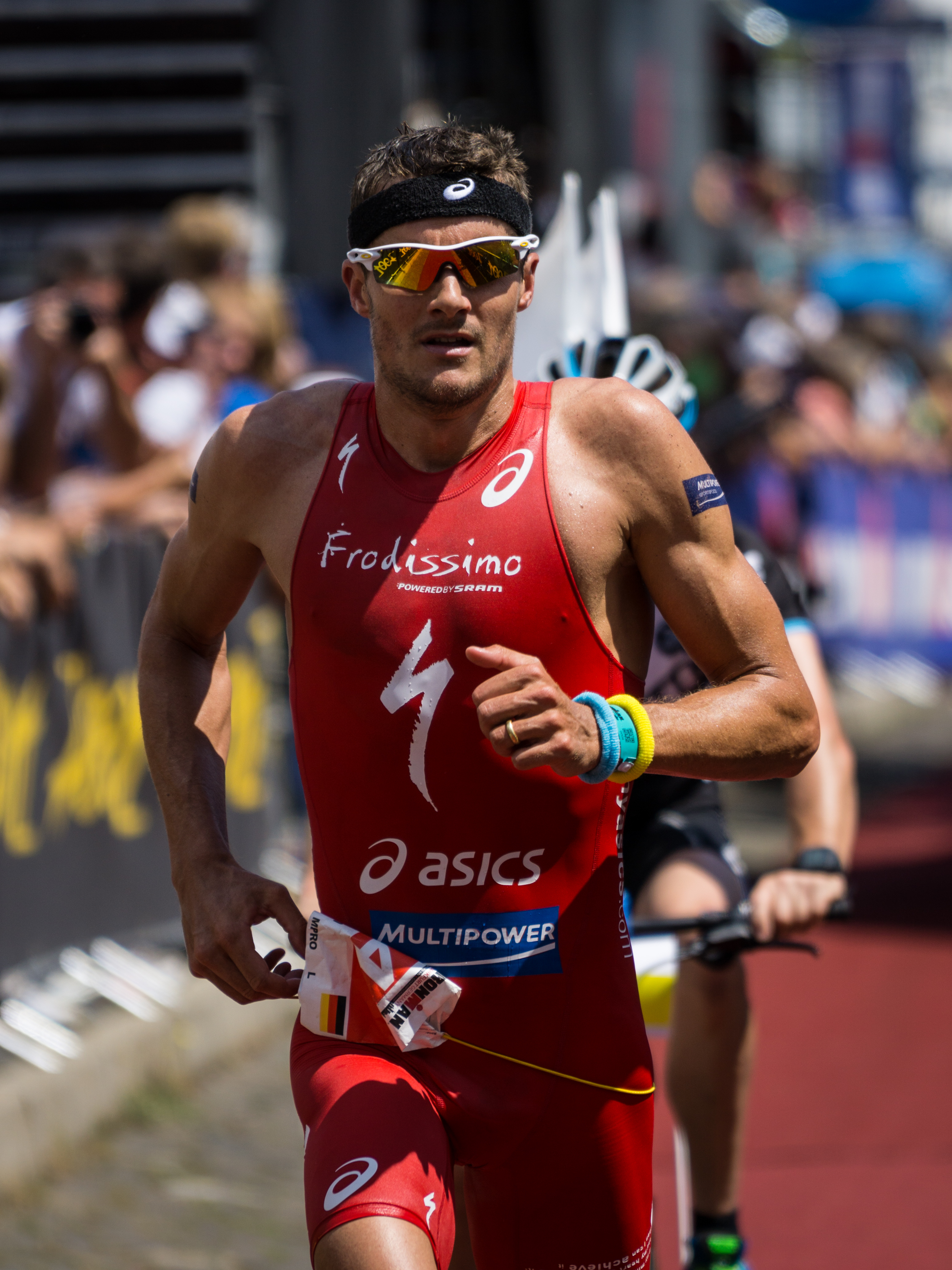
Jan Frodeno 2014

Jan Frodeno grand favori n'a pas manqué son rendez vous avec le titre convoité par tous les triathlètes longue distance du monde. Il devient aussi à cette occasion et après l’Australien Craig Alexander en 2011, le deuxième homme à réaliser le doublé en remportant la même année, les championnats du monde d'Ironman 70.3 et d'Ironman. Il sort de l'eau avec quelques secondes de retard sur le premier, le Néo-Zélandais Dylan McNiece et suivit d'un groupe d'une trentaine de triathlètes accusant un retard de 90 secondes. La première partie du parcours vélo n'est pas décisive et jusqu'au demi tour d'Hawi, il reste au contact d'un groupe assez compact de 17 triathlètes. C'est lors de la partie retour que se crée de faibles écarts, l’Américain Timothy O'Donnell lançant quelques attaques à quarante kilomètres de l'arrivée, mais ne parvient pas à décrocher Frodeno qui reprend un léger avantage et en finit pour le vélo avec 30 seconde d'avance sur O'Donnell et 55 sur le tenant du titre, Sebastian Kienle. Il imprime un rythme élevé au marathon et porte son avantage au kilomètre 21, à 2 minutes sur O'Donnell. Son compatriote Andreas Raelert vice-champion du monde 2009 et 2012 effectue une belle remontée et passe Timothy O'Donnell qui lâche prise et perd sa deuxième place. Malgré une fatigue apparente dans les derniers kilomètres, Jan Frodeno termine le marathon en 2 h 52 min 21 s et s'arroge la victoire en 8 h 17 min 43 s. Andreas Raelert pour la troisième fois prend la seconde place, Timothy O'Donnell au terme d'un ultime effort se maintient sur le podium.

### Daniela Ryf double la mise

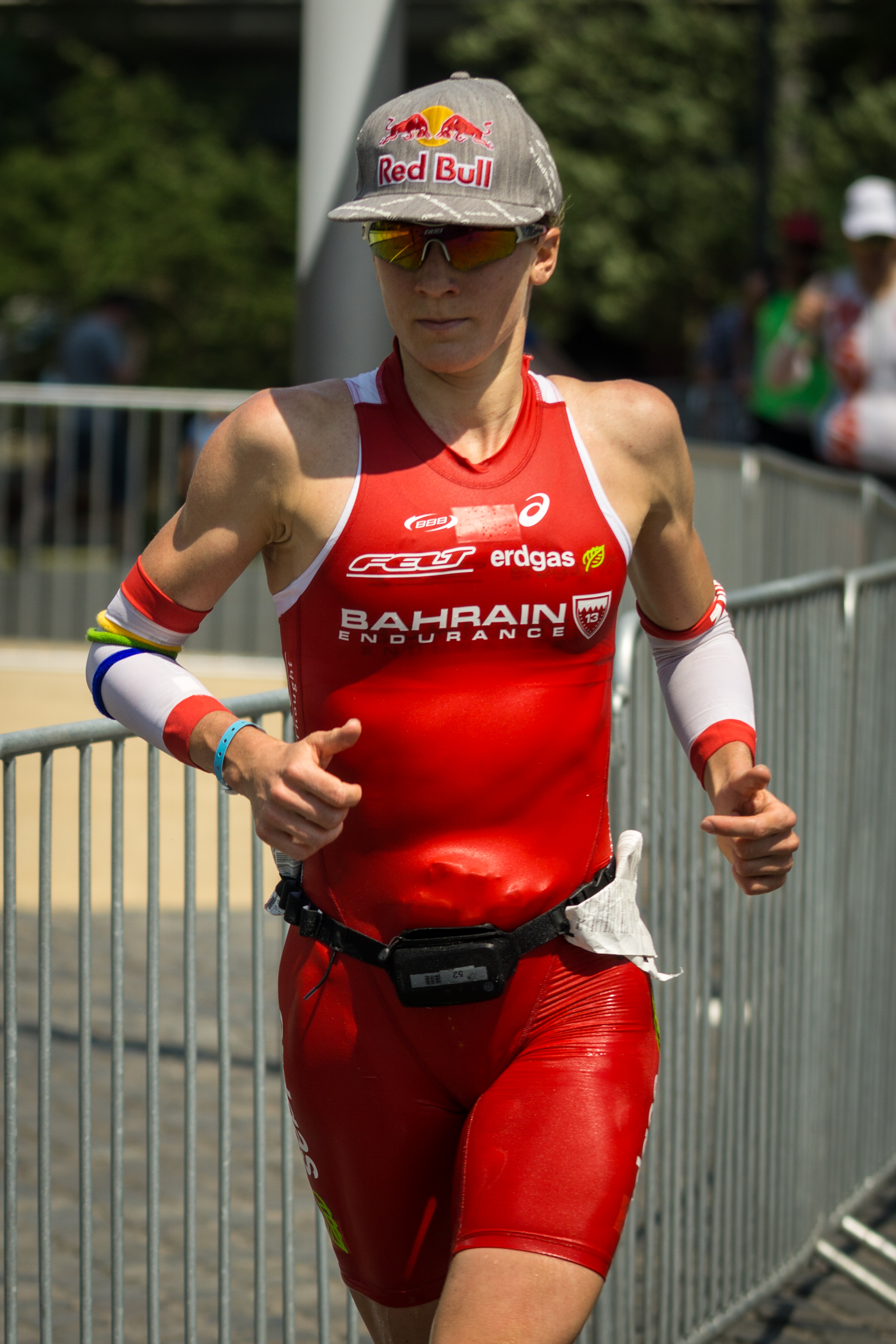
Daniela Ryf 2015

Côté féminine et malgré la pression du statut de favorite qui pesait également sur elle, la Suissesse Daniela Ryf, n'a pas laissé échapper le titre. Elle remporte la compétition en 8 h 57 min 57 s et rejoint à cette occasion le panthéon des championnes du monde d'Ironman, ainsi que le club très fermé des sub-nine féminines. La double championne du monde d'Ironman 70.3, réalise également le deuxième doublé Ironman 70.3 / Ironman féminin. C'est la Britannique Jodie Swallow qui sort la première de l'eau, suivit à une minute d'un groupe comprenant outre la future championne, plusieurs triathlètes pouvant prétendre à la victoire. La tenante du titre Mirinda Carfrae accusant pour sa part six minutes de retard dans cette première épreuve abandonnera un peu plus tard, à cause de problèmes techniques sur la partie vélo. Jodie Swallow est rapidement absorbée par le groupe de chasse et Daniela Ryf commence alors à creuser lentement des écarts, lors de la montée et du demi-tour d'Hawi. Elle pose son vélo à la deuxième transition avec une avance de 7 min 35 s sur sa première poursuivante. Elle maintient son avance grâce à un solide marathon et passe la ligne d'arrivée en 8 h 57 min 57 s. Après avoir fini seconde l'an dernier pour sa première participation, la triathlète de l'entraineur australien Brett Sutton, rejoint le panthéon des championnes du monde d'Ironman. La Britannique et l'Australienne Rachel Joyce et Liz Blatchford complètent le podium de cette édition.
Côté français, le champion du monde ITU longue distance Cyril Viennot après avoir fini 5e en 2014, termine dans le « Top 10 » à la 6e place. Romain Guillaume prend pour sa part, la 18e place du classement général.

## Résultats du championnat du monde
« Top 10 » de l'édition 2015.

### Hommes
| Pos.               | Temps           | Nom               | Pays       | Détail temps | Détail temps | Détail temps    | Détail temps | Détail temps    |
| Pos.               | Temps           | Nom               | Pays       | Natation     | T1           | Cyclisme        | T2           | Course à pied   |
| ------------------ | --------------- | ----------------- | ---------- | ------------ | ------------ | --------------- | ------------ | --------------- |
| Médaille d'or      | 8 h 14 min 40 s | Jan Frodeno       | Allemagne  | 50 min 50 s  | 1 min 51 s   | 4 h 27 min 27 s | 2 min 11 s   | 2 h 52 min 21 s |
| Médaille d'argent  | 8 h 17 min 43 s | Andreas Raelert   | Allemagne  | 52 min 24 s  | 1 min 56 s   | 4 h 30 min 52 s | 2 min 29 s   | 2 h 50 min 02 s |
| Médaille de bronze | 8 h 18 min 50 s | Timothy O'Donnell | États-Unis | 52 min 24 s  | 2 min 01 s   | 4 h 26 min 13 s | 2 min 26 s   | 2 h 55 min 46 s |
| 4                  | 8 h 21 min 25 s | Andy Potts        | États-Unis | 50 min 56 s  | 2 min 11 s   | 4 h 32 min 41 s | 2 min 26 s   | 2 h 53 min 45 s |
| 5                  | 8 h 23 min 09 s | Tyler Butterfield | Bermudes   | 52 min 33 s  | 2 min 01 s   | 4 h 29 min 35 s | 2 min 41 s   | 2 h 56 min 19 s |
| 6                  | 8 h 25 min 05 s | Cyril Viennot     | France     | 52 min 35 s  | 2 min 19 s   | 4 h 34 min 27 s | 2 min 39 s   | 2 h 53 min 05 s |
| 7                  | 8 h 28 min 10 s | Eneko Llanos      | Espagne    | 52 min 36 s  | 2 min 15 s   | 4 h 26 min 56 s | 2 min 13 s   | 3 h 04 min 10 s |
| 8                  | 8 h 29 min 43 s | Sebastian Kienle  | Allemagne  | 52 min 36 s  | 2 min 34 s   | 4 h 25 min 53 s | 2 min 32 s   | 3 h 06 min 08 s |
| 9                  | 8 h 30 min 13 s | Brent McMahon     | Canada     | 52 min 26 s  | 1 min 51 s   | 4 h 27 min 51 s | 2 min 03 s   | 3 h 06 min 02 s |
| 10                 | 8 h 31 min 43 s | Boris Stein       | Allemagne  | 57 min 27 s  | 2 min 11 s   | 4 h 30 min 48 s | 2 min 29 s   | 2 h 58 min 48 s |
| Source :           |                 |                   |            |              |              |                 |              |                 |

### Femmes
| Pos.               | Temps           | Nom               | Pays        | Détail temps    | Détail temps | Détail temps    | Détail temps | Détail temps    |
| Pos.               | Temps           | Nom               | Pays        | Natation        | T1           | Cyclisme        | T2           | Course à pied   |
| ------------------ | --------------- | ----------------- | ----------- | --------------- | ------------ | --------------- | ------------ | --------------- |
| Médaille d'or      | 8 h 57 min 57 s | Daniela Ryf       | Suisse      | 56 min 14 s     | 2 min 10 s   | 4 h 50 min 46 s | 2 min 10 s   | 3 h 06 min 37 s |
| Médaille d'argent  | 9 h 10 min 59 s | Rachel Joyce      | Royaume-Uni | 56 min 11 s     | 2 min 15 s   | 5 h 01 min 29 s | 2 min 22 s   | 3 h 08 min 42 s |
| Médaille de bronze | 9 h 14 min 52 s | Liz Blatchford    | Australie   | 56 min 13 s     | 2 min 07 s   | 5 h 07 min 25 s | 2 min 42 s   | 3 h 06 min 25 s |
| 4                  | 9 h 18 min 50 s | Michelle Vesterby | Danemark    | 56 min 11 s     | 1 min 58 s   | 5 h 00 min 41 s | 2 min 46 s   | 3 h 17 min 14 s |
| 5                  | 9 h 21 min 45 s | Heather Jackson   | États-Unis  | 1 h 04 min 36 s | 2 min 13 s   | 5 h 04 min 43 s | 2 min 20 s   | 3 h 07 min 53 s |
| 6                  | 9 h 23 min 50 s | Susie Cheetham    | Royaume-Uni | 57 min 39 s     | 2 min 08 s   | 5 h 14 min 33 s | 2 min 35 s   | 3 h 06 min 55 s |
| 7                  | 9 h 24 min 32 s | Sarah Piampiano   | États-Unis  | 1 h 10 min 01 s | 2 min 47 s   | 5 h 02 min 28 s | 2 min 43 s   | 3 h 06 min 33 s |
| 8                  | 9 h 25 min 41 s | Camilla Pedersen  | Danemark    | 56 min 14 s     | 2 min 16 s   | 4 h 59 min 17 s | 2 min 31 s   | 3 h 25 min 23 s |
| 9                  | 9 h 27 min 54 s | Caroline Steffen  | Suisse      | 56 min 16 s     | 2 min 05 s   | 5 h 10 min 53 s | 3 min 13 s   | 3 h 15 min 27 s |
| 10                 | 9 h 28 min 36 s | Lucy Gossage      | Royaume-Uni | 1 h 05 min 08 s | 2 min 10 s   | 5 h 02 min 40 s | 2 min 47 s   | 3 h 15 min 51 s |
| Source :           |                 |                   |             |                 |              |                 |              |                 |